# Боасјер де Ланд
Боасјер де Ланд (фр. Boissière-des-Landes) насеље је и општина у западној Француској у региону Лоара, у департману Вандеја која припада префектури Сабл д'Олон.
По подацима из 2011. године у општини је живело 1305 становника, а густина насељености је износила 54,97 становника/km². Општина се простире на површини од 23,74 km². Налази се на средњој надморској висини од 79 метара (максималној 82 m, а минималној 32 m).

## Демографија
| 1962. | 1968. | 1975. | 1982. | 1990. | 1999. | 2011. |
| ----- | ----- | ----- | ----- | ----- | ----- | ----- |
| 677   | 727   | 713   | 902   | 1.036 | 1.083 | 1.305 |

График промене броја становника у току последњих година